# Аеропорт Самуї
Міжнародний аеропорт Самуї  (IATA: USM, ICAO: VTSM) , також відомий як аеропорт Ко Самуї або аеропорт Кох Самуї, є приватним міжнародним аеропортом на острові Самуї (Koh Samui) у Таїланді . Він розташований у підрайоні острова Бо Пхут. Аеропорт приблизно 2 км на північ від головного міста і найбільшого курортного центру острова Чавенг. Його побудувала авіакомпанія Bangkok Airways . Будівництво почалося в 1982 році, а аеропорт було офіційно відкрито в квітні 1989 року 

## Зручності
Аеропорт Самуї має унікальний дизайн під відкритим небом із внутрішніми приміщеннями, які включають сувенірний магазин, квиткову касу, туалети та зону VIP-лаунжу. Це також сьомий за завантаженістю аеропорт країни, щороку обслуговує понад мільйон пасажирів. Аеропорт має термінали (внутрішні та міжнародні), а також будівлю для реєстрації та отримання багажу. Міжнародний термінал знаходиться приблизно в 50 метрах на північ від внутрішнього терміналу. Аеропорт Самуї розташований біля пірсу Великого Будди, звідки відправляються пороми до Ко-Пханган . Високошвидкісні пороми до островів Ко Тао та Чумпхон відправляються від пірсу Маєнам Біч, приблизно за 6 км на північний захід від аеропорту.

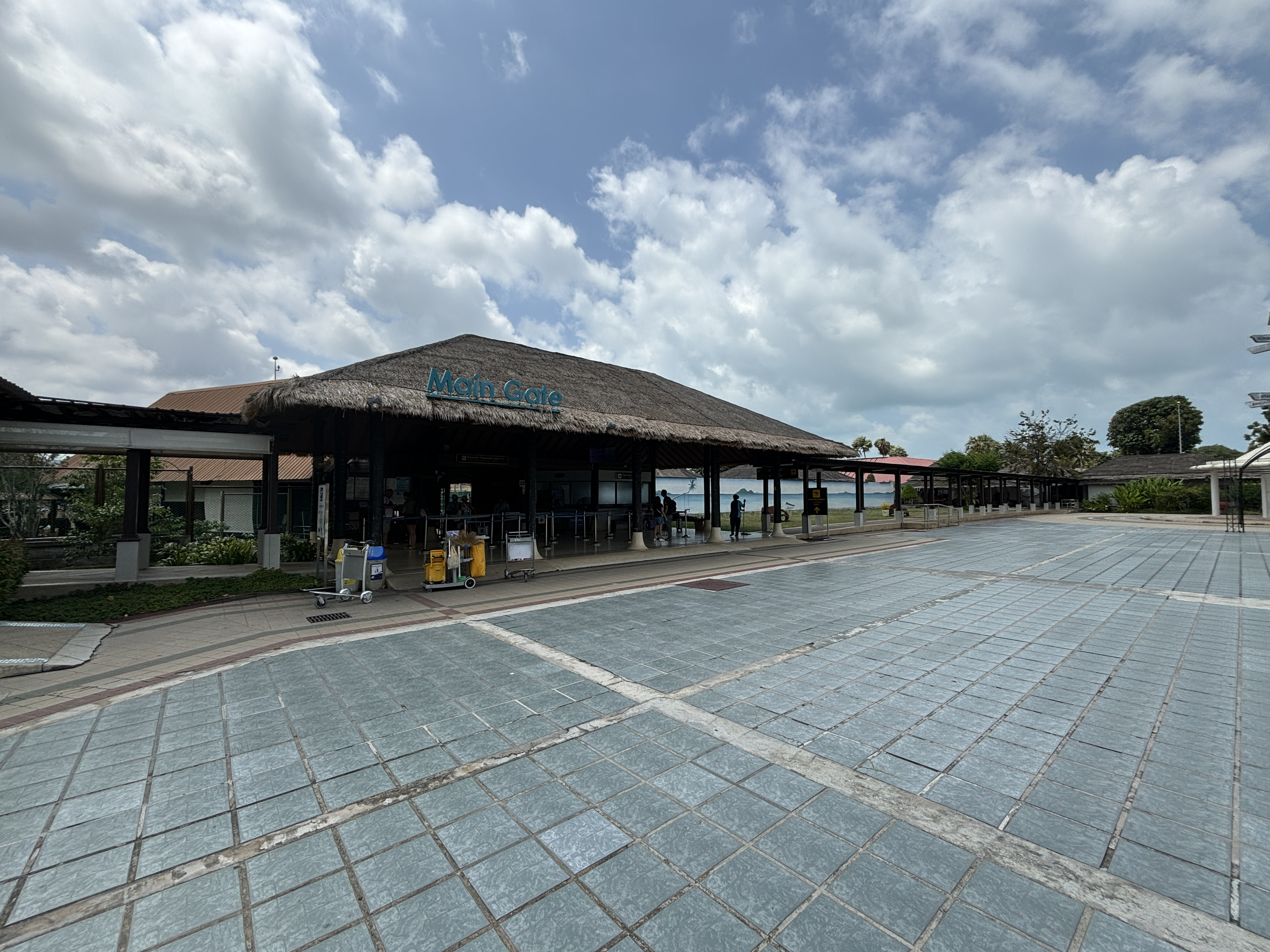
Вхід на внутрішні рейси
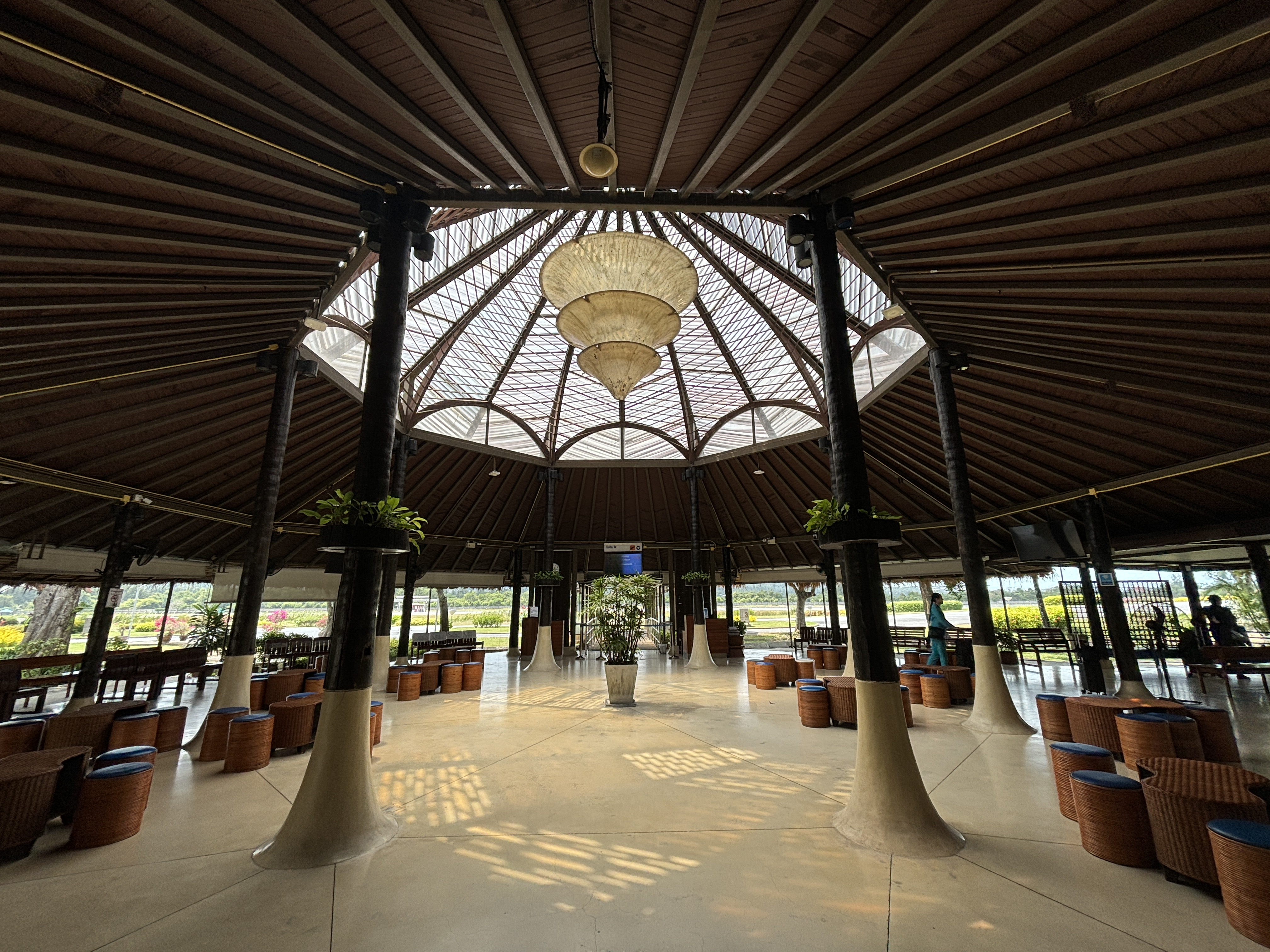
Зона очікування внутрішнього терміналу
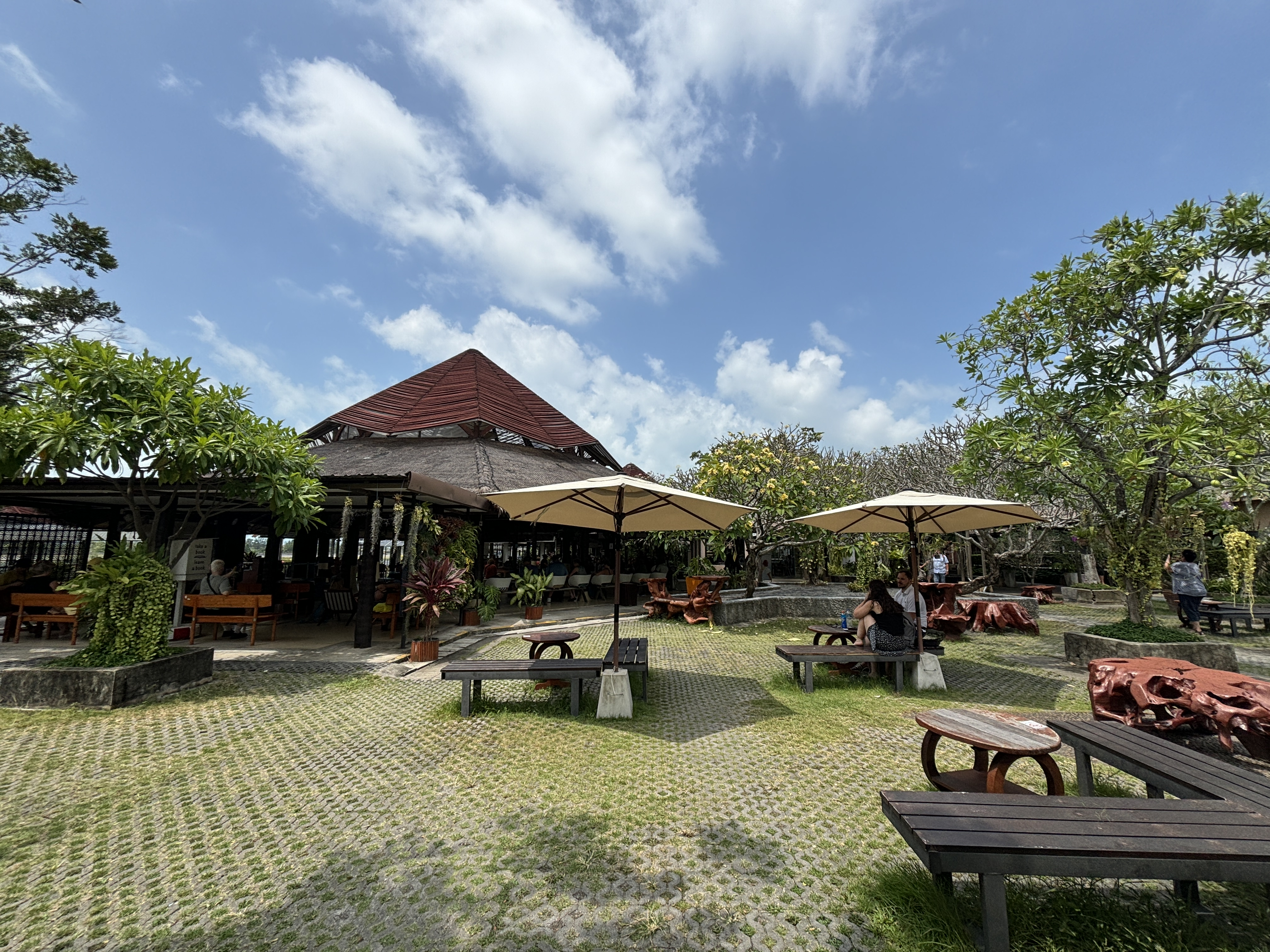
Відкрита зона очікування внутрішнього терміналу
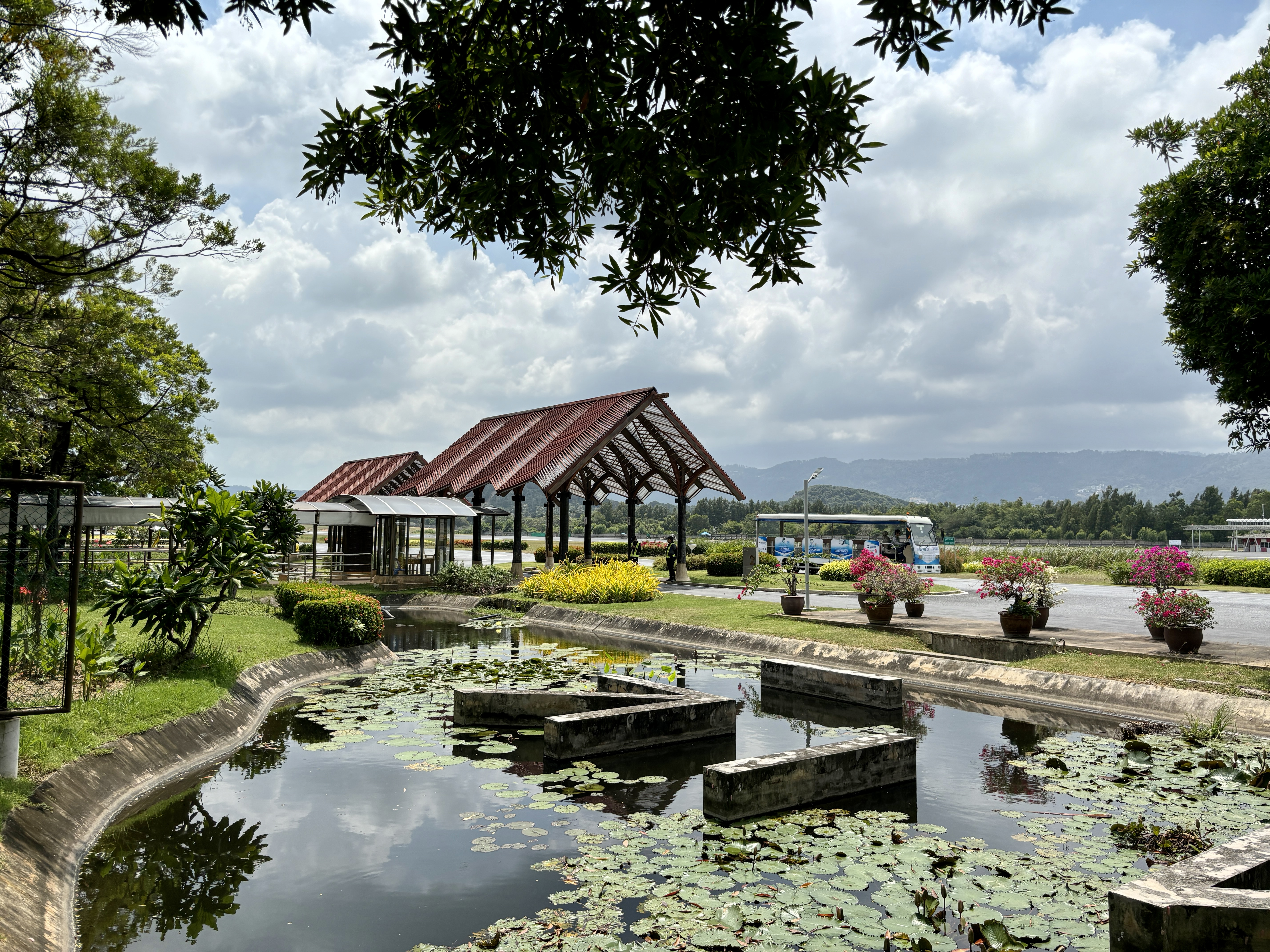
Вихід на посадку внутрішнього терміналу
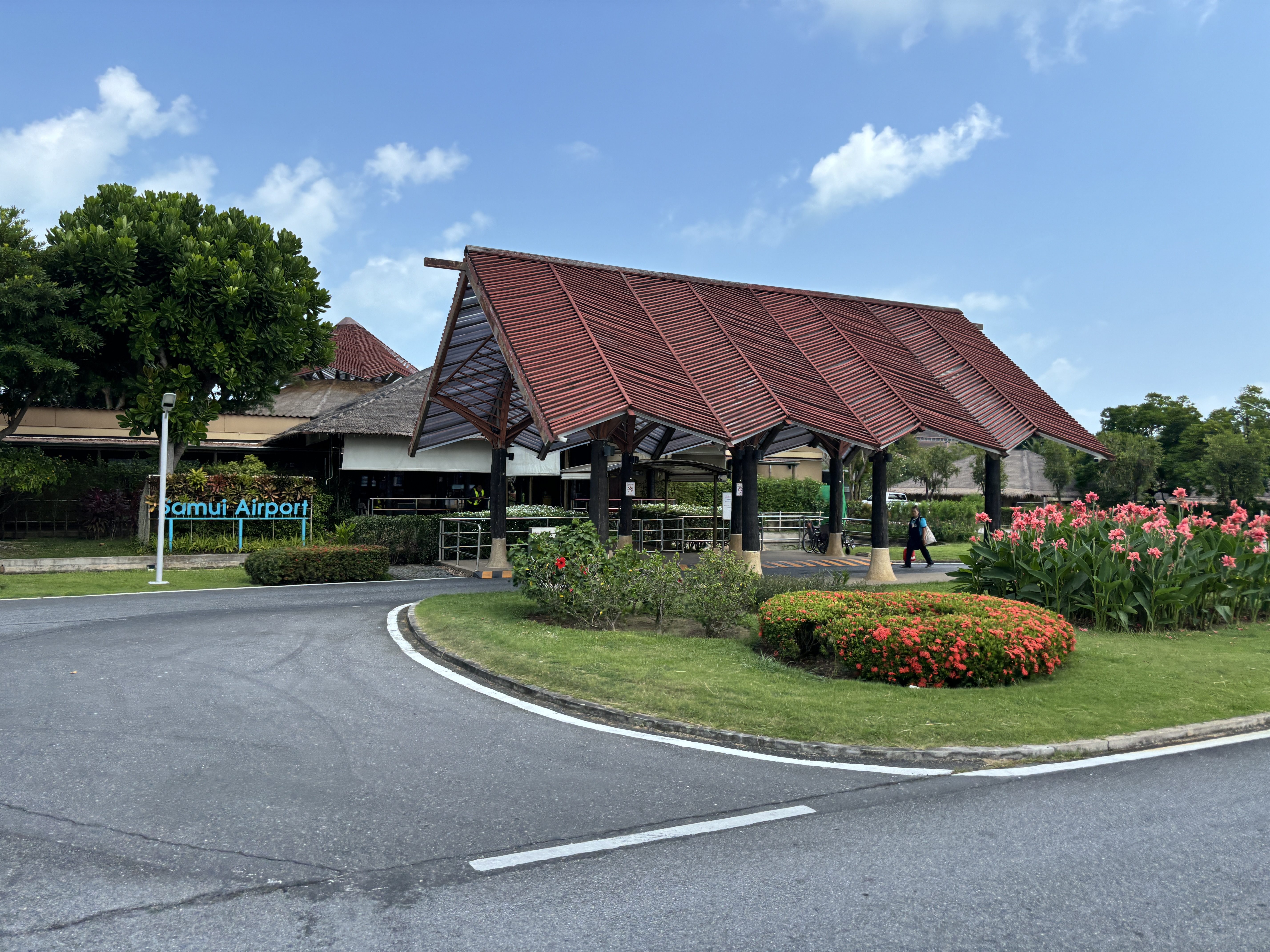
Зона повітряного проходу терміналу прибуття

## Авіалінії та напрямки
Оскільки аеропорт є приватною власністю Bangkok Airways, він є майже монополістом на рейси.  Між 2008 і 2018 роками Thai Airways також виконувала два щоденні рейси з Бангкока. 
| Авіакомпанія    | Пункт призначення |
| --------------- | --- |
| Bangkok Airways | Bangkok–Don Mueang, Bangkok–Suvarnabhumi, Chengdu–Tianfu, Chiang Mai, Chongqing, Hong Kong, Krabi, У-Тапао-Паттая, Phuket, Singapore |
| Scoot           | Singapore |

## Статистика
| рік                                                               | Авіарейси | Пасажири, що прибувають | Пасажири, що вилітають | Всього пасажирів |
| ----------------------------------------------------------------- | --------- | ----------------------- | ---------------------- | ---------------- |
| 2005                                                              | 15 818    | 584 023                 | 621,313                | 1,205,336        |
| 2006                                                              | 18 762    | 689 063                 | 711,196                | 1 400 259        |
| 2007                                                              | 15,783    | 577 600                 | 611,554                | 1,189,154        |
| 2008                                                              | 17,707    | 673,851                 | 691,283                | 1 365 439        |
| 2015                                                              |           | 1 024 373               |                        |                  |
| 2019 рік                                                          | 15,938    |                         |                        |                  |
| 2020 рік                                                          | 7,602     |                         |                        |                  |
| 2021 рік                                                          | 4160      |                         |                        |                  |
| 2022 рік                                                          | 11061     |                         |                        |                  |
| Джерело: Департамент цивільної авіації Таїланду та C9 Hotel Works |           |                         |                        |                  |

## Аварії та інциденти
- 21 листопада 1990 року рейс 125 Bangkok Airways, Bombardier Dash 8, розбився при спробі приземлитися під сильним дощем і сильним вітром. Усі 38 осіб, які перебували на борту, загинули. [13]
- 4 серпня 2009 року рейс 266 Bangkok Airways, ATR 72, що прибув із Крабі, злетів зі злітно-посадкової смуги, убивши капітана. [14]